# 平一洋
平 一洋（たいら かずひろ）は、日本のボーカリスト、作詞家。宮城県志田郡松山町（現：大崎市）出身。血液型はA型。ステージネームを「てんてん」「点々」としていた時期があり、現在もてんてんの愛称で知られる。アパレルブランド9B2のオーナーでもある。作詞家としては「篠目数尋」の名義を使用することもある。

## 来歴
中学生の頃に音楽を志し、文化祭でTHE YELLOW MONKEYの「JAM」をコピーしたことが初ステージとなった。ナイトメアのボーカリストYOMIとは中学校の同級生であり、現在も親交が深い。
複数のバンド活動とソロプロジェクトを経て、現在は3470.monのボーカリストとして活動中。

## 経歴
- 餞ハナむケ。（2000年－2003年）
- KuRt（2004年－2007年）
- 朱ィ。(仮)（2007年）
- ケミカルピクチャーズ（2009年－2012年）
- kiss my way（2012年－2013年）
- My BACTERIA HEAT IsLAND（2014年－2015年）
- Re:MY BACTERIA HEAT ISLAND（2016年）
- ラッコ（2016年－2019年）
- 凄い人達(仮)（2020年－2021年）
- 3470.mon（2021年－）

## 人物
- 影響を受けた人物として、吉井和哉、YAFUMI（JELLY→、LAID BACK OCEAN）を挙げている[4]。
- メンバーから「（ステージ上では）ナチュラルに狂っている」[5]と評されるなど、激しいステージングに定評がある。
- 3470.mon（さよならマンデー）のバンド名の由来について、「一生音楽で食っていきたい、つまり週終わりの憂鬱な月曜日を気にしないで好きな事をやって行きたい」[6]と語っている。

## 個人名義での作品

### 平一洋
- CDR「神様の球技」（2013年）
  - ライブ会場限定（収録曲：「神様の球技」）
- 写真集「露光装置」（2014年）
  - CDR付き（収録曲：「フィリップ」）
- リリックビデオ「世界征服」（2019年）
  - Youtubeにて公開
- フォトブック「アメノヒ」（2021年）
- 写真集「露光装置Ⅱ」（2024年）
  - 会場限定版と通販限定版の2種を販売

### 篠目数尋（作詞家）としての作品
- 「マジックアワー」Yuki（2022年）
- 「シニカル()」幻想ばっどえんど（2022年）
- 「2F」幻想ばっどえんど（2022年）
- 「君色モノクローム」ロング・グッドバイ（2022年）
- 「みくりやこころ」ルノアエクラ（2022年）
- 「雨のち未来」ロング・グッドバイ（2023年）
- 「恋愛糖度」ZEPANEWT（2023年）
- 「※毒」マーキュロ（2023年）
- 「制裁」マーキュロ（2023年）
- 「コロウサコフ」ガラチア（2023年）
- 「クロウ」ガラチア（2023年）
- 「痛いカンジョウセン」クララ・マグラ（2023年）
- 「喰べタイ」マーキュロ（2023年）※共作詞
- 「玉砕瓦全」マーキュロ（2023年）
- 「ロング・グッドバイ」ロング・グッドバイ（2023年）
- 「メーデー」クララ・マグラ（2024年）
- 「赤い靴」マーキュロ（2024年）
- 「地獄にいる」ガラチア（2024年）
- 「デキアイ」VILLANS HOUSE（2024年）
- 「パペルピカド」ガラチア（2025年）
- 「美しい人生」マーキュロ（2025年）
- 「金魚の夢」クララ・マグラ（2025年）